# Hellgrens linneväveri
Hellgrens linneväveri på Kyrkogårdsgatan 27 i Örebro startades 1819 av Gustaf Hellgren, utbildad vid Vadstena Manufaktur till damastvävare. Hans son Gustaf d.y. Hellgren tog över rörelsen och lät dottern Hilda Hellgren vara med vid simpelvävstolarna redan som sexåring. Hildas far var gesäll hos sin far men utbildade sig också till folkskollärare och hade tjänst i Kumlatrakten. Dock vävde han lite grann emellanåt i skolsalen där han hade en vävstol uppställd (!). Gustaf blev mäster och tog över rörelsen 1862 när fadern dog och bedrev verksamheten till 1886. 
Väveriet hade inga jacquardvävstolar utan använde bara de enklare och lättare simpelstolarna. Hilda drev dock inte rörelsen vidare i samma utsträckning när hon inte kunde få tag i vävare. Hennes utmärkelser som väverska ledde till att hon övergick runt sekelskiftet att väva hos Nina von Engeström, varpå hon kom att träffa Carl Widlund som senare (1910) fick överta företagets alla mönsterpatroner, ett 50-tal mönsterark, och kvarvarande simpelvävstol.
Gustaf Hellgren märkte aldrig sina vävar, varför de idag är svåra att identifiera, även om de mönster som väveriet använt i huvudsak är kartlagda. Eftersom flera av mönstren är från faderns tid och sannolikt kopierade från dennes tid i Vadstena och Norrköping försvåras identifieringen. När Widlund övertog mönstren 1910 hade flera av dem varit i bruk i hundra år redan och han fortsatte att använda dem.